# Sotka
Sotka (russ.: Сотка) war ein russisches Längenmaß.
- 1 Sotka = 84 Totschka (1 Totschka = 0,254 Millimeter) = 2,134 Zentimeter